# Pycnogonum (Retroviger) pusillum
Pycnogonum (Retroviger) pusillum is een zeespin uit de familie Pycnogonidae. De soort behoort tot het geslacht Pycnogonum. Pycnogonum (Retroviger) pusillum werd in 1881 voor het eerst wetenschappelijk beschreven door Dohrn. 